# Pambai
Pambai és un riu de Kerala, un torrent de muntanya amb llit de roques, per després esdevenir un riu a la plana, fins i tot navegable. El riu Achinkoil se li uneix a 25 km de la desembocadura i augmenta el cabal. Desaigua prop d'Allepi. El seu curs és de 145 km dels quals uns 50 són navegables per barques grans la major part de l'any.